# Лютовичи (Минская область)
Лютовичи (бел. Лютовічы) — деревня в Копыльском районе Минской области Беларуси, входит в состав Бучатинского сельсовета.

## История
В довоенное относилась к Краснослободскому району и Слуцкому уезду.
С 1861 по 1900 год принадлежали Рултовской Юлии Каентовне.
В деревне до Великой Отечественной войны насчитывалось около 545 жителей и 143 дома, немецко-фашистские захватчики разрушили 48 домов, но никто не пострадал. Ещё они забирали евреев из близ лежащих деревень и закапывали неподалёку от деревни в лесу «Карчи», как говорят жители вспоминая это с болью и жалостью, что земля три дня «дышала». Ещё Лютовичи были во Слуцком восстании, которое было с 27 ноября-28 декабря 1920 года. С боем шли подразделение 5-й роты Первого Слуцкого полка они заняли деревню, в плен были захвачены 5 солдат Красной армии.
Существует два варианта происхождение название деревни. Первый, что в давнее время жил здесь когда-то очень лютый пан, он жестоко обращалась со своими крестьянами. Второй, мол было два племени «Лютичи» (были маленького роста и лютые, никому не давали своей земли) и «Бутичи» (были высокие и крепкие и часто бунтовали), у них все время были споры с «Лютичами».

## Известные уроженцы
- Павел Петрович Чайко (21 июня 1889, деревня Лютовичи Копыльский район Минская область — 9 января 1921 г.г.) - белорусский военный деятель, участник Слуцкого восстания